# Alotenango
Alotenango est une ville du Guatemala située dans le département de Sacatepéquez.